# HD 135591
HD 135591，又名CP-60 5720，SAO 253101、HR 5680，是一颗恒星，视星等为5.46，位于銀經320.13，銀緯-2.64，其B1900.0坐标为赤經15h 10m 45.7s，赤緯-60° -2.64′ 43″。